# Поль, Крис
Крис Поль (нем. Christian Pohl, 9 февраля 1972) — немецкий музыкант, вокалист фронтмен группы Blutengel.

## Биография
Крис Поль родился в Берлине, район Кройцберг.
Закончив школу, как Крис сам пишет в своей книге «Leben deinen Traum», он пошел учится на фармацевта, потому что его привлекала работа, которая позволила ему сочетать помощь людям и оставляла время на занятия музыкой. Окончив двухгодичные частные курсы после Крис устроился в аптеку, затем у него появился собственный офис.
Параллельно с работой Крис начал работу над собственным проектом Terminal Choice, так как всегда мечтал о музыкальной карьере. В аптеку, куда собирался устраиваться Крис, взяли другого сотрудника, его звали Мануэль, хобби которого была игра на гитаре. Так у Terminal Choice появился гитарист.
Первые концерты Криса в составе Terminal Choice состоялись при поддержке лейбла Out of Line.Записи раскупались фанатами, группа отправилась в турне по Европе в поддержку альбома. Проект был коммерчески успешен, немецкая музыкальная индустрия приняла Криса и его музыку, а у группы появилась возможность для дальнейшего развития. Но проект был изменён самим Крисом из-за постоянных сложностей совмещения с гастролями и работой у других участников группы.
Крис увлекся готической тематикой и постепенно отошел от звучание Terminal Choice. В его текстах стало больше лирики, гитарные рифы поменялись, в команде появились новые участники. И в 1998 г. был создан Blutengel.
Музыка группы оказала большое влияние на немецкую музыкальную сцену. В целом, сложно охарактеризовать Blutengel, это слияние нескольких стилей: индастриал металла, дарк вейва, готики и всего того, что вдохновляет Криса Поля.

## Дискография

### Terminal Choice
Полноформатные альбомы 1996: In the Shadow of Death 1998: Navigator 2000: Ominous Future 2003: Menschenbrecher 2006: New Born Enemies 2010: Ubermacht (2CD) Синглы, EP, MCD, и т. д. 1995: Totes Fleisch 1997: Khaosgott 1997: Totes Fleisch Remixes 1999: Venus 1999: Black Past (Rare — 1000 copies) 2000: No Chance 2000: Fading 2000: Animal 2003: Buried a-Live (Live Album) 2003: Reloadead («Best of» Album) 2003: Injustice 2006: Don’t go 2009: Keine Macht 1997 — Demotapes : Demo Tape 1 — Facets Of Pain Demo Tape 2 — Nightmare Demo Tape 3 — Degenerated Inclinations Demo Tape 4 — Desiderius Demo Tape 5 — A Terminal Choice

### Альбомы
- 1999: Child of Glass
- 2001: Seelenschmerz
- 2002: Angel Dust
- 2004: Demon Kiss
- 2007: Labyrinth
- 2009: Schwarzes Eis
- 2011: Tränenherz
- 2011: Nachtbringer
- 2013: Monument
- 2014: Black Symphonies (An orchestral journey)
- 2015: Omen
- 2016: Save Us
- 2016: Nemesis: The Best of & Reworked
- 2017: Leitbild
- 2019: Un:Gott
- 2019: Damokles
- 2021: Fountain Of Destiny
- 2021: Erlösung — The Victory Of Light

### 2005:The Oxidising Angel
- 2009: Soultaker 3
- 2011: Nachtbringer
- 2015: In Alle Ewigkeit
- 2017: Black

### DVD
- 2005: Live Lines
- 2008: Moments Of Our Lives
- 2011: Tränenherz Live
- 2013: Once In A Lifetime (DVD & Blu-ray)
- 2014: Black Symphonies (An orchestral journey)
- 2016: A Special Night Out: Live & Acoustic in Berlin
- 2018: Live im Wasserschloss Klaffenbach 30.07.2016 (DVD & Blu-ray)

### Синглы
- 2001: Bloody Pleasures
- 2001: Black Roses
- 2002: Vampire Romance
- 2003: Forever
- 2004: Mein Babylon (Stendal Blast & Blutengel)
- 2004: No Eternity
- 2006: My Saviour
- 2007: Lucifer (Purgatory)
- 2007: Lucifer (Blaze)
- 2008: Winter Of My Life
- 2008: Dancing In The Light (Solitary)
- 2008: Dancing In The Light (Forsaken)
- 2010: Promised Land
- 2011: Reich mir die Hand
- 2012: Save Our Souls
- 2013: You Walk Away
- 2013: Kinder dieser Stadt
- 2014: Krieger
- 2014: Asche zu Asche
- 2015: Sing
- 2017: Black
- 2017: Surrender to the Darkness
- 2018: Vampire
- 2019: Send Me an Angel (кавер)
- 2019: Morningstar
- 2019: Am Ende der Zeit
- 2020: Obscured (Blutengel & Hocico)
- 2020: Wir sind unsterblich
- 2020: Nothing but a Void (Blutengel & Massive Ego)
- 2021: Nobody’s Diary (кавер)
- 2021: Forever Young (кавер)
- 2021: The Victory Of Light
- 2021: Wie Sand
- 2021: Darkness Awaits Us

### Эксклюзивные треки в компиляциях
- 1998: Awake the Machines Vol. 2 — Love
- 2000: Machineries of Joy — Fairyland (Female Version)
- 2001: Orkus Collection 2 — Hold Me (Just For This Night)
- 2002: Fear Section Vol. 1 — Weg Zu Mir (Shicksals-Version 2002)
- 2002: Machineries of Joy Vol. 2 — Waiting For You
- 2002: Advanced Electronics — Black Roses (Remix)
- 2003: Machineries of Joy Vol. 3 — Falling
- 2003: VA — Sonic Seducer — Cold Hand — Iron Heart (Plastic Noise Experience Remix)
- 2005: Awake The Machines Vol. 5 — Go To Hell (Forever Lost Remix)
- 2006: Machineries of Joy Vol. 4 — Misery

### Видеография
- 2006: The Oxidising Angel
- 2008: Dancing in the Light
- 2011: Nachtbringer
- 2011: Über den Horizont
- 2011: Reich mir die Hand
- 2012: Save Our Souls
- 2013: You Walk Away
- 2013: Kinder dieser Stadt
- 2014: Krieger (Symphonic Version)
- 2014: Asche zu asche
- 2015: Sing
- 2015: Kinder Der Sterne (Blutengel & Meinhard)
- 2016: Complete
- 2017: Lebe deinen Traum
- 2017: Black
- 2018: Vampire
- 2019: Send Me an Angel
- 2019: Morningstar
- 2020: Wir sind unsterblich
- 2020: Nothing but a Void (Blutengel & Massive Ego)
- 2021: Forever Young
- 2021: The Victory Of Light
- 2021: Wie Sand
- 2021: Darkness Awaits Us

### She Hates Emotions
- 2020: Melancholic Maniac

### Tumor
- 1998: Neues Fleisch
- 1998: Neues Fleisch Operation 2
- 1999: Seelenfresser
- 2002: Zombienation
- 2005: Killer Tekkkno
- 2005: Welcome Back, Asshole!

### Pain of Progress
- 2002: Weeping Song (Single)
- 2002: Frozen Pain

### Miss Construction
- 2008: Kunstprodukt
- 2013: United Trash

### Waldgeist
- 1999: Rumpelstilzchen (Single)
- 2000: Der Schlächter (EP)

### ASP —Collective Suicide(Chris Pohl Remix)
- ASP — Geisterjagd (Chris Pohl Remix)
- Battle Scream — Abschiedsmelodie (Fear In Motion RMX By Chris Pohl)
- Tanzwut — Der Himmel brennt (remixed by Chris Pohl) (Bonustrack)
- TrümmerWelten — The Phoenix Dies (BlutEngel — Remix)